# وستهوپ (داکوتای شمالی)
وستهوپ(به انگلیسی: Westhope) شهری در ایالت داکوتای شمالی کشور ایالات متحده آمریکا است که جمعیت آن در سرشماری سال ۲۰۱۰ میلادی، ۴۲۹ نفر بوده‌است.